# Dream League Soccer

Dream League Soccer, mejor conocido por sus abreviaturas como DLS, es un videojuego de fútbol desarrollado y publicado por First Touch Games, una desarrolladora de videojuegos de Oxford en el Reino Unido, para iOS, Android, y Windows Phone. La última entrega de la serie, Dream League Soccer 2025, fue lanzada el 4 de diciembre de 2024. La pancarta del videojuego la conforma el delantero del Atlético de Madrid, Julián Álvarez, junto con Rodrygo, delantero del Real Madrid. Ha obtenido más de 250 millones de descargas en Play Store.
Dream League Soccer (DLS), lanzado en tiendas de aplicaciones en 2016, experimentó su mayor auge entre 2018 y 2019, coincidiendo notablemente con la celebración del Mundial de Fútbol de 2018. Durante este período inicial, el juego operaba principalmente en modo offline, una característica que, irónicamente, contribuyó a su inmensa popularidad debido a su vulnerabilidad a ser modificado o "hackeado". Esto permitía a los jugadores obtener monedas y recursos ilimitados de forma gratuita.
Sin embargo, en 2020, los desarrolladores tomaron la decisión de transformar radicalmente el juego. Implementaron un nuevo formato enfocado en el modo online y la creación de cuentas de usuario obligatorias. Este cambio buscaba mitigar las vulnerabilidades anteriores y ofrecer una experiencia de juego más justa y competitiva, manteniendo esta estructura hasta la actualidad.

## Modos de juego
Dream League Soccer 2025 es un videojuego de gestión y simulación de fútbol que permite a los usuarios crear y gestionar su propio club. El juego comienza con la selección del capitán del equipo, "Dream FC", que este mismo es un jugador legendario (+80 de valoración, pero menos de 83 de valoración), mientras que el resto de la plantilla inicial se compone de jugadores seleccionados aleatoriamente con una valoración media inferior a 64. 
Los jugadores se clasifican en tres categorías según su valoración.
• Comunes: De 69 o inferior de valoración.
• Raros: De 70 a 79 de valoración.
• Legendarios: 80 o más de valoración.
Además, los jugadores pueden convertirse en "superestrellas" al alcanzar su potencial de desarrollo máximo (10 puntos). La sección de traspasos se actualiza después de cada partido completado, y la calidad de los jugadores disponibles mejora a medida que aumenta la valoración general del equipo del usuario.
El juego ofrece diversas opciones de personalización para su equipo, incluyendo el nombre del equipo, el escudo, los uniformes, la mejora del estadio (aumenta la bonificación de monedas conseguidas por jugar partidos como local) y la construcción de instalaciones (estás mismas ofrecen distintas ventajas para el usuario a cambio de gemas). También se pueden jugar partidos amistosos y participar en eventos especiales.
La progresión en el juego se estructura a través de ocho divisiones, comenzando en la División Académica y avanzando hasta la División Legendaria. Las divisiones son: Académica, Amateur, División 4, División 3, División 2, División 1, División Élite y Legendaria.
Además de las ligas, los usuarios pueden competir en torneos de copa:
• Global Challenge Cup
• Copa Bronce: Para las divisiones Académica y Amateur.
• Copa Plata: Para la División 4 y División 3.
• Copa Oro: Para la División 2 y División 1.
• Copa Diamante: Para las divisiones Élite y Legendaria.
También existe un partido contra el "All Star XI", compuesto por los mejores jugadores de la división actual del usuario.
Las ganancias en el juego se obtienen en forma de monedas al finalizar partidos (ganar, empatar o perder). Las gemas se consiguen al jugar finales y completar misiones diarias. Adicionalmente, es posible ver videos publicitarios para obtener recompensas extra.
El juego permite disputar encuentros en línea a través de Dream League Live contra otros jugadores, así como partidos amistosos mediante códigos y contra amigos.
Desde Dream League Soccer 2016, el juego cuenta con la licencia de FIFPro, lo que permite la inclusión de futbolistas reales.
Dream League Soccer 2025 es un juego gratuito, aunque incorpora microtransacciones para la compra de elementos del juego con dinero real. Ofrece la opción de aumentar las recompensas al ver anuncios comerciales voluntarios, si bien en ciertos momentos el juego presenta anuncios obligatorios que no otorgan recompensas, estos anuncios te pueden salir al terminar el primer tiempo (en modo carrera) y en Dream League Live al terminar el partido ya que DLL no muestra anuncios al finalizar el medio tiempo.
El juego incluye varios modos de juego:
• Modo Carrera: Permite avanzar a través de las ocho divisiones.
• Modo En Línea: Compite contra jugadores de todo el mundo, donde el rendimiento afecta la categoría del jugador, con la posibilidad de ascender, descender o mantenerse, y alcanzar el campeonato de la categoría para ganar muchas gemas
• Modo Amistoso Offline: Para jugar partidos sin conexión a internet.
• Modo Eventos en Tiempo Real: Ofrece objetivos con recompensas como agentes, entrenadores o monedas.
• Modo Multijugador : A través de un código, o bien contra amigos.
• Modo Dream Draft: Un modo adicional para crear equipos y competir contra la IA del juego.

## Actualizaciones
A diferencia de Pro Evolution Soccer o FIFA, Dream League Soccer no lanza juegos nuevos cada año de forma tan regular. Los desarrolladores traen actualizaciones menores al juego regularmente. El juego fue inicialmente lanzado como "Dream League Soccer Classic"; más tarde en una actualización este fue cambiado únicamente a Dream League Soccer en octubre de 2016. El 26 de febrero de 2017, fue lanzada una actualización importante en la cual el juego fue actualizado con gráficos mejorados, IA y gameplay, y el juego fue actualizado con el nombre de "Dream League Soccer 2017". El 25 de septiembre fue lanzada una actualización arreglando errores y fallos del juego y fue cambiado el nombre a "Dream League Soccer 2018". El 20 de noviembre de 2018, fue lanzada una actualización del juego con el nombre "Dream League Soccer 2019", corrigiendo errores, implementando nuevas formas de juego, mejorando los gráficos, el UI y la dificultad. Y hasta en julio de 2019 el juego cambió su nombre a Dream League Soccer sin el "2019".
Dream League Soccer 2020 fue lanzado globalmente el 15 de enero de 2020, haciendo una actualización total al juego en texturas, jugabilidad,una nueva opción de crear y elegir mánager, además que se requiere conexión a internet para jugar. Dream League Soccer 2021 fue lanzado en octubre de 2020 para iOS y la última actualización, fue lanzada de forma oficial el 24 de septiembre de 2021. Para esta versión, la portada del videojuego la conformaba el centrocampista del Manchester City, Kevin de Bruyne, junto con Roberto Firmino, delantero del Liverpool FC, este fue el primero que trajo imágenes oficiales de los jugadores en las cartas. Posteriormente, el 9 de diciembre de 2021 fue lanzado Dream League Soccer 2022, El 13 de noviembre de 2022 fue lanzado Dream League Soccer 2023. y el 29 de noviembre de 2023 fue lanzado Dream League Soccer 2024
Debido a la fama del juego en países de habla hispana, en 2024 el juego incluye por primera vez la narración en español. Por último, el día 5 de diciembre de 2024 fue lanzado Dream League Soccer 2025.